# Morley (West Yorkshire)
Morley è una città di 44 440 abitanti della contea del West Yorkshire, in Inghilterra.

## Amministrazione

### Gemellaggi
- Siegen, Germania, dal 1966